# Římskokatolická farnost Sezemice
Římskokatolická farnost Sezemice je územním společenstvím římských katolíků v pardubickém vikariátu královéhradecké diecéze.

## O farnosti

### Historie
Sezemický kostel Nejsvětější Trojice je jednou z nejstarších sakrálních staveb na Pardubicku. Vznikl jako konventní kostel kláštera cisterciaček. Klášter zanikl za husitských válek v roce 1421. Přetrvala místní plebánie. Kostel byl v roce 1726 zbarokizován, a v 1784 jej vyzdobil malbami jezuitský malíř Josef Kramolín. V neznámé době (vznik se uvádí někdy v hodně širokém rozpětí, 1553-20. léta 18. století) byla u kostela vystavěna unikátní osmiboká dřevěná zvonice. V roce 1734 byla postavena nová fara v "kasárenském" stylu.

### Duchovní správci
- 1980 - 2003 R.D. Ladislav Michalička (6.6. 1922 - 12.4. 2003) (farář)
- 2002 - 2016 R.D. Mgr. Milan Vrbiak (administrátor)
- 2016 - 2019 R.D. Mgr. Tomáš Kvasnička (administrátor)
- od srpna 2019 R.D. ThDr. Mariusz Łuczyszyn (administrátor)

### Současnost
Farnost má sídelního duchovního správce, který zároveň spravuje ex currendo farnosti Býšť a Dašice.
| Kostel                         | Místo    | Bohoslužba                             | Bohoslužba              | Poznámka         |
| ------------------------------ | -------- | -------------------------------------- | ----------------------- | ---------------- |
| Kostel sv. Bartoloměje         | Kunětice | sobota                                 | 18.00                   | filiální kostel  |
| Kostel sv. Jana Nepomuckého    | Ráby     | 1x ročně (poutní)                      | 1x ročně (poutní)       | filiální kostel  |
| Kostel Nejsvětější Trojice     | Sezemice | neděle středa pátek 1. sobota v měsíci | 9.30 18.00 8.00         | farní kostel     |
| Kostel Nanebevzetí Panny Marie | Sezemice | 1x ročně (2. listopadu)                | 1x ročně (2. listopadu) | hřbitovní kostel |